# Carlos Minc Baumfeld

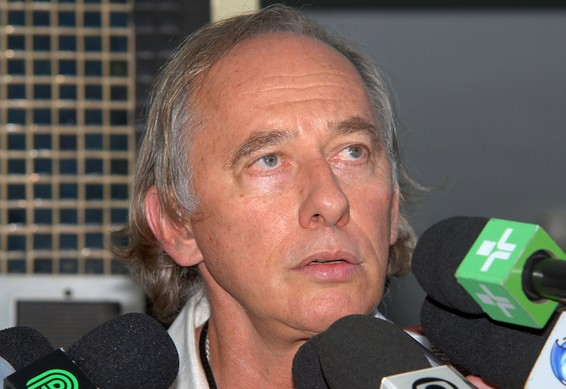
Carlos Minc (2008)

Carlos Minc Baumfeld, bekannt als Carlos Minc, (* 12. Juli 1951 in Rio de Janeiro) ist ein brasilianischer Politiker, Hochschullehrer, Autor, Umweltschützer, Ex-Guerilla und Wirtschaftswissenschaftler. Von 2008 bis 2010 war er Umweltminister Brasiliens unter Luiz Inácio Lula da Silva.

## Leben
Carlos Minc studierte am Colégio Aplicação da UFRJ (Universidade Federal do Rio de Janeiro) und war 1967 Vizepräsident von Ames (Associação Metropolitana dos Estudantes Secundaristas). Als Studentenführer nahm er aktiv am Widerstand gegen die Militärdiktatur teil, wurde 1969 im Alter von 18 Jahren verhaftet und verbannt. 1979 kehrte er nach einer Amnestie nach Brasilien zurück. Er ist verheiratet und Vater von zwei Kindern.
Minc hat einen Magister-Abschluss der Technischen Universität Lissabon (1978) und einen Doktortitel der Universität Paris I – Sorbonne (1984). 

## Politische Laufbahn
Zusammen mit Fernando Gabeira, Alfredo Sirkis und anderen half Minc bei der Gründung der Grünen Partei (PV). 1986 wurde er in Koalition mit der PT (Arbeiterpartei) zum ersten Mal zum Staatsabgeordneten in die Legislativversammlung des Bundesstaats Rio de Janeiro gewählt.
Er gehörte von 1986 bis 1989 dem Partido Verde an, von 1989 bis 2016 dem Partido dos Trabalhadores (PT) und ist seit 2016 Mitglied des Partido Socialista Brasileiro (PSB).
1989 erhielt er den Global 500 Award, der von dem Umweltprogramm der Vereinten Nationen an diejenigen verliehen wurde, die sich im Kampf für die Umwelt in der Welt hervortun.
1990, 1994, 1998 und 2002 von der PT wiedergewählt, war er in der sechsten Amtszeit in Folge Landesabgeordneter (Deputado Estadual), bis er auf Einladung von Gouverneur Sérgio Cabral Filho (PMDB) das Parlament verließ, um das Umweltsekretariat des Bundesstaats (Secretário de Meio Ambiente) zu übernehmen.
Vom 27. Mai 2008 bis 31. März 2010 war er in das zweite Kabinett von Präsident Luiz Inácio Lula da Silva zum Umweltminister berufen worden, der ihn zum 1. April 2010 gegen Izabella Teixeira auswechselte. Seine Vorgängerin im Amt war Marina Silva. Dilma Rousseff übernahm ihn nicht in ihr Kabinett und behielt Izabella Teixeira.
Nach den Wahlen in Brasilien 2018 wurde er mit 38.416 der gültigen Stimmen erneut zum Abgeordneten in die Legislativversammlung für die 12. Legislativperiode 2019 bis 2023 gewählt.
Mit sieben weiteren ehemaligen Umweltministern wandte er sich 2019 öffentlich gegen den Abbau der Umweltpolitik des Präsidenten Jair Bolsonaro.

## Schriften (Auswahl)
- Como Fazer Movimento Ecológico. Vozes, 1985.
- A Reconquista da Terra. Zahar, 1986.
- Despoluindo a Política. Relume Dumará, 1994.